# Perizoma arcillata
Perizoma arcillata là một loài bướm đêm trong họ Geometridae.